# توماس إتش ماكينتوش
توماس هربرت ماكنتوش (24 فبراير 1879 - 29 أكتوبر 1935) المعروف أكثر باسم توماس هـ.مكنتوش كان سكرتير دارلينجتون وميدلسبره وإيفرتون.

## سيرته الشخصية
لعب لدارلينجتون قبل أن يصبح رئيس أمين سر عام 1902. انتقل إلى ميدلسبره بعد تسع سنوات حين تم تكليف الرئيس الجديد فيليب باخ بإعادة بناء النادي عقب فضيحة التلاعب بنتائج المباريات التي تورط فيها الرئيس السابق توماس جيبسون بول والمدير آندي ووكر. لقد ساعد النادي في تحقيق المركز الأعلى له على الإطلاق في الدوري - الثالث في الدرجة الأولى - ولكن خططه الواعدة بالحصول على بطولة محتملة، اعترضها اندلاع الحرب العالمية الأولى. خلال الحرب، سرح بورو لاعبيه وأُغلِق، بينما استخدام ملعب إيرسوم بارك مخزن للذخيرة.
انضم ماكينتوش إلى تيسايد بايونيرز، كتيبة من الكسندرا، وحدة الأميرة ويلز الخاصة (فوج يوركشاير)، تشكلت في ميدلسبره في ديسمبر 1914. خدم بنشاط في فرنسا كرقيب. ثم تمت ترقيته فأصبح ملازمًا ثانيًا في 29 يناير 1917. عندما انتهت الحرب، قاد بورو إلى لقب دوري النصر الشمالي وجهز النادي للعودة إلى الحياة الطبيعية. ومع ذلك، في ديسمبر 1919، جائه عرض لخدماته من إيفرتون وغادر بمباركة مجلس إدارة بورو.
اشتُهر في إيفرتون باكتشافه لديكسي دين والتعاقد معه. فتحت إشراف ماكنتوش، فاز إيفرتون بكأس الاتحاد الإنجليزي وفاز مرتين ببطولة دوري كرة القدم. توفي بسبب السرطان في أكتوبر 1935، وحل محله ثيو كيلي كمدير سكرتيري في إيفرتون.

## الجوائز

### ناديإيفرتون
- الفائز بلقب الدرجة الأولى : 1927–28، 1931–32
- الفائز بلقب الدرجة الثانية : 1930-1931
- الفائز درع الاتحاد الإنجليزي : 1928، 1932
- الفائز بكأس الاتحاد الإنجليزي : 1933
- وصيف درع اتحاد كرة القدم الخيرية : 1933

## الإحصائيات الإدارية
| فريق                | من         | إلى       | سجل    | سجل | سجل | سجل   | سجل   |
| فريق                | من         | إلى       | مواجهة | فاز | خسر | تعادل | فوز ٪ |
| ------------------- | ---------- | --------- | ------ | --- | --- | ----- | ----- |
| دارلينجتون (سكرتير) | 1902       | 1911      |        |     |     |       |       |
| ميدلسبره (سكرتير)   | 1911       | 1919      |        |     |     |       |       |
| إيفرتون (سكرتير)    | أغسطس 1919 | مايو 1935 | 719    | 286 | 254 | 179   | 39.8  |

## أنظر أيضا
- قائمة المديرين الحائزين على بطولة كرة القدم الإنجليزية

## روابط خارجية
- Thomas McIntosh على Soccerbase

قالب:English Football First Tier League Championship winning managersقالب:FA Cup winning managers